# Koriolán
A Koriolán férfinév, a latin Coriolanus névből ered, amelynek jelentése: Corioli városból származó.

## Gyakorisága
Az 1990-es években szórványos név, a 2000-es években nem szerepel a 100 leggyakoribb férfinév között.

## Névnapok
- március 6.[2]
- szeptember 8.[2]
- november 20.[2]